# كوتارو شيميزو
كوتارو شيميزو هو منافس ألعاب قوى ياباني، (و. 1911  م).

## وصلات خارجية
- كوتارو شيميزو على موقع أوليمبيديا (الإنجليزية)